# Hagen Patscheider
Hagen Patscheider (* 19. Januar 1988 in Schlanders) ist ein ehemaliger italienischer Skirennläufer. Der Südtiroler war auf die Disziplinen Abfahrt und Super-G spezialisiert.

## Biografie
Patscheider wuchs in Graun auf und gewann 2003 den Riesenslalom des Trofeo Topolino. Im Dezember desselben Jahres bestritt er seine ersten FIS-Rennen. 2005 wurde er italienischer Juniorenmeister im Riesenslalom und im Slalom, im selben Jahr fuhr er beim European Youth Olympic Festival auf den zweiten Platz im Riesenslalom. 2006 konnte er seinen Juniorenmeistertitel im Riesenslalom verteidigen. Im Januar 2007 folgten die ersten Einsätze im Europacup. Im Winter 2007/08 begann er sich auf die schnellen Disziplinen Abfahrt und Super-G zu konzentrieren.
Bei den Juniorenweltmeisterschaften 2008 in Formigal gewann Patscheider die Goldmedaille in der Abfahrt, hinzu kam die Bronzemedaille in der Kombinationswertung. Im selben Jahr folgte bei der italienischen Juniorenmeisterschaft der Sieg im Super-G. Sein Debüt im Weltcup hatte Patscheider am 19. Dezember 2008 in Gröden, wo er im Super-G den 36. Platz belegte. In der Saison 2008/09 des Europacups entschied er mit zwei zweiten Plätzen die Kombinationswertung für sich und belegte in der Gesamtwertung den fünften Platz.
Im Winter 2009/10 kam Patscheider im Europacup nicht über einen fünften Platz hinaus, auch im Weltcup zeigte sich vorerst kein Fortschritt. In der Saison 2010/11 erhielt er mehr Startmöglichkeiten im Weltcup und holte am 29. Dezember 2010 die ersten Punkte, als er in der Abfahrt von Bormio auf den 26. Platz fuhr. Sein bestes Weltcupergebnis ist der 23. Rang im Super-G von Kitzbühel am 21. Januar 2011. Im Europacup feierte am Ende der Saison seinen ersten Sieg im Riesenslalom von Formigal.
Aufgrund einer Rückenoperation im Jahr 2012 beendete Patscheider seine Karriere nach der Saison 2013/14. Er studierte Maschinenbau und arbeitete von 2020 bis 2024 als Produktsicherungsingenieur im Deutschen Zentrum für Luft- und Raumfahrt in Bremen. Im September 2024 wechselte er zu Airbus Defence and Space. 

## Erfolge

### Weltcup
- 4 Platzierungen unter den besten 30

### Weltcupwertungen
| Saison  | Gesamt | Gesamt | Abfahrt | Abfahrt | Super-G | Super-G | Kombination | Kombination |
| Saison  | Platz  | Punkte | Platz   | Punkte  | Platz   | Punkte  | Platz       | Punkte      |
| ------- | ------ | ------ | ------- | ------- | ------- | ------- | ----------- | ----------- |
| 2010/11 | 126.   | 18     | 51.     | 10      | 48.     | 8       | –           | –           |
| 2011/12 | 131.   | 7      | –       | –       | -       | -       | 38.         | 7           |

### Europacup
- Saison 2008/09: 5. Gesamtwertung, 1. Super-Kombinations-Wertung
- Saison 2010/11: 4. Super-Kombinations-Wertung
- 5 Podestplätze, davon 1 Sieg:

| Datum         | Ort      | Land    | Disziplin    |
| ------------- | -------- | ------- | ------------ |
| 15. März 2011 | Formigal | Spanien | Riesenslalom |

### Juniorenweltmeisterschaften
- Québec 2006: 12. Slalom, 37. Abfahrt, 41. Riesenslalom
- Altenmarkt/Flachau 2007: 8. Riesenslalom, 29. Abfahrt, 37. Super-G
- Formigal 2008: 1. Abfahrt, 3. Kombination, 5. Super-G, 13. Riesenslalom, 22. Slalom

### Weitere Erfolge
- 1 italienischer Meistertitel (Abfahrt 2012)
- European Youth Olympic Festival 2005: 2. Riesenslalom, 4. Slalom, 7. Super-G
- 4 Italienische Juniorenmeistertitel (Riesenslalom 2005 und 2006, Slalom 2005, Super-G 2008)
- 4 Siege in FIS-Rennen